# Robert Muchamore
Robert Kilgore Muchamore (* 26. prosince 1972, Londýn, Spojené království) je anglický spisovatel, známý pro své série knížek CHERUB a Henderson's Boys.

## Díla
O knižní sérii CHERUB pojednává samostatný článek.
| Série            | Datum         | Český název knihy | Anglický název knihy     | Poznámka                                                             |
| ---------------- | ------------- | ----------------- | ------------------------ | -------------------------------------------------------------------- |
| CHERUB           | Duben 2004    | Nováček           | CHERUB: The Recruit      |                                                                      |
| CHERUB           | Říjen 2004    | Třída A           | CHERUB: Class A          | známé také jako The Dealer v USA & The Mission (UK bookclub edition) |
| CHERUB           | Duben 2005    | Vězení            | CHERUB: Maximum Security |                                                                      |
| CHERUB           | Říjen 2005    | Pravda            | CHERUB: The Killing      |                                                                      |
| CHERUB           | Duben 2006    | Šílenství         | CHERUB: Divine Madness   |                                                                      |
| CHERUB           | Říjen 2006    | Zvíře             | CHERUB: Man Vs. Beast    |                                                                      |
| CHERUB           | Březen 2007   | Pád               | CHERUB: The Fall         |                                                                      |
| CHERUB           | Říjen 2007    | Gangy             | CHERUB: Mad Dogs         |                                                                      |
| CHERUB           | Únor 2008     | Náměsíčník        | CHERUB: The Sleepwalker  |                                                                      |
| CHERUB           | Březen 2008   |                   | CHERUB: Dark Sun         | (navazuje na předchozí knihu a je to World Book Day novela)          |
| CHERUB           | Září 2008     | Generál           | CHERUB: The General      |                                                                      |
| CHERUB           | Září 2009     | Motorkáři         | CHERUB: Brigands MC      |                                                                      |
| CHERUB           | Září 2010     | Ostrov            | CHERUB: Shadow Wave      |                                                                      |
| Henderson's Boys | Únor 2009     |                   | The Escape               |                                                                      |
| Henderson's Boys | Červen 2009   |                   | Eagle Day                |                                                                      |
| Henderson's Boys | Únor 2010     |                   | Secret Army              |                                                                      |
| Henderson's Boys | Únor 2011     |                   | Grey Wolves              |                                                                      |
| Henderson's Boys | Únor 2012     |                   | The Prisoner             |                                                                      |
| Henderson's Boys | Listopad 2012 |                   | One Shot Kill            |                                                                      |
| Henderson's Boys | Únor 2013     |                   | Scorched Earth           |                                                                      |
| CHERUB 2         | Srpen 2011    |                   | People's Republic        | (navazuje na předchozí sérii CHERUB s novými postavami)              |
| CHERUB 2         | Říjen 2012    |                   | Guardian Angel           |                                                                      |
| CHERUB 2         | Říjen 2013    |                   | Black Friday             |                                                                      |